# Gomphrena sonorae
Gomphrena sonorae är en amarantväxtart som beskrevs av John Torrey. Gomphrena sonorae ingår i släktet klotamaranter, och familjen amarantväxter. Inga underarter finns listade i Catalogue of Life.